# Quédate conmigo
«Quédate conmigo» (укр. Залишся зі мною) — пісня іспанської співачки Пастори Солер, з якою вона представляла Іспанію на пісенному конкурсі Євробачення 2012 в Баку. На ньому вона посіла 10-те місце.